# Maurice Guesnier
Pour les articles homonymes, voir Guesnier.
Maurice Guesnier est un homme politique français né le 30 novembre 1856 à Blamécourt (Seine-et-Oise) et décédé le 13 mars 1927 à Paris (Seine-et-Oise)

## Biographie
Agriculteur, il est maire de Blamécourt de 1884 à 1920, puis maire de Magny-en-Vexin de 1920 à 1927. Il est également conseiller général du canton de Magny-en-Vexin de 1907 à 1927.
Il est député de Seine-et-Oise de 1910 à 1914 et sénateur de Seine-et-Oise de 1920 à 1927. Inscrit au groupe de l'Union républicaine, il s'intéresse surtout aux questions agricoles. Il meurt en fonction quelques semaines après sa réélection en 1927. 

### Sources
- « Maurice Guesnier », dans le Dictionnaire des parlementaires français (1889-1940), sous la direction de Jean Jolly, PUF, 1960 [détail de l’édition]